# Даларна
 Тази статия е за историческата провинция.  За административната единица вижте Даларна (лен).  
Даларна (на шведски: Dalarna, произнася се Долана, в превод „Долините“) е историческа провинция на Швеция, разположена в северозападната част на Свеаланд. Свързана е с редица важни събития от историята на Швеция, а жителите ѝ са известни със своя свободолюбив дух и самобитна култура.

## География
Даларна граничи на север с Хередолен, на северозапад с Хелсингланд, на изток с Йестрикланд, на юг с Вестманланд, на югозапад с Вермланд, а на запад граничи с Норвегия. Включва поречието на двете големи реки Йостредалелвен и Вестердалелвен образуващи от сливането си река Далелвен и района на езерото Силян. Южната част се включва в т. нар. Минна област.
Провинцията почти напълно се припокрива с админстративната област Даларна, с изключение на района Орша финмарк, включен в лен Йевлебори.
Най-ниската точка на Даларна е Далелв на границата с Вестманланд на 55 м н.в., а най-високата (и на цяла Свеаланд) – връх Стурветесхогна, 1204 м.

## История
В района са намерени около 1000 находки от древността, което е малко в сравнение с центъра на шведската култура около езерото Меларен и показва гранично за времето си разположение.
През ерата на викингите районът около Силян бурно се развива благодарение на лесния достъп по-голямата водна площ и наличието на желязна руда. Описван е като Järnbäraland, „страната на железодобива“. На остров Солерьон има много свидетелства за ранния добив на желязо. Освен него се развиват районите около Тюнаслетен (Tunaslätten) и по поречието на Западен Далелв. Основни стоки за периода са желязото и кожите.
Информация за този период има в биографичната сага за норвежкия крал Свере Сигурсон (Sverre Sigurdsson), който през 1177 г. минава през Даларна.
През XIII век добивът на мед в Стора Копарбери дава нов тласък на рударството. Тогава възниква рударското селище Фалун, което после се разраства до голям град.
В средата на юли 1434 г. миньорите и селяните от Даларна, предвождани от Енгелбрект Енгелбректсон въстават срещу краля на Калмарската уния Ейрик III.
През XVI-XVII век границите на Даларна претърпяват сериозни промени. През 1579 енориите на Вестерьо и Стренгнес в Нерке са разделени по нов начин. След договора от Брьомсебру от 1645 г. се добавят принадлежащите дотогава на Норвегия Юдре и Серна. През 1647 г. Норбери и Шинскатебери преминават към Вестманланд след промяна на границата.